# Cagayake! GIRLS
Cagayake! GIRLS è un brano musicale j-pop scritto da Sachiko Omori (testo),
Tom-H@ck e Shinji Tamura (composizione) ed interpretato dal gruppo Ho-kago Tea Time, formato dalle quattro doppiatrici dell'anime K-On!: Aki Toyosaki, Yōko Hikasa, Satomi Satō e Minako Kotobuki. Il brano, il cui singolo è stato pubblicato il 22 aprile 2009, è stato utilizzato come sigla d'apertura della prima stagione dell'anime K-On! dal 3 aprile al 26 giugno 2009.
Il brano è anche presente fra le canzoni che il giocatore può scegliere nel videogioco K-On! Hōkago Live!!.
Il singolo ha ottenuto un buon successo commerciale, debuttando nella classifica settimanale Oricon dei singoli più venduti in Giappone alla quarta posizione, in contemporanea con il singolo Don't say "lazy" (pubblicato lo stesso giorno di Cagayake! Girls), sigla di chiusura dell'anime, che invece debuttava alla seconda posizione. In totale il singolo venderà circa 150 000 copie, arrivando alla trentacinquesima posizione dei singoli più venduti del 2009 in Giappone.

## Tracce
Maxi Single Pony Canyon （PCCG-70036 / PCCG-70037）
1. Cagayake! GIRLS - 4:10
2. Happy!? Sorry!! - 3:48
3. Cagayake! GIRLS (Instrumental) - 4:10
4. Happy!? Sorry!! (Instrumental) - 3:48

Durata totale: 15 m : 56 s

## Classifiche
| Classifica (2009)                  | Posizione massima |
| ---------------------------------- | ----------------- |
| Giappone (Oricon)                  | 4                 |
| Giappone (Billboard Japan Hot 100) | 8                 |